# 결혼의 열다섯 가지 재미

결혼의 열다섯 가지 재미(Les Quinze joies de mariage)는 14세기 말, 15세기 초 프랑스를 풍자한 작자 미상의 산문이다.
짧은 이야기의 형식뿐만 아니라 관찰과 웃음, 풍자라는 <파블리오>의 정신마저 이어받고 있다. 여성 혐오라는 끈질긴 전통적 사상을 기저로 작가의 날카로운 눈은 남성의 불행한 결혼생활에 향해져 있다. 더구나 남성이 그 불행을 즐거움으로 하고 있다는 데 분노하여 작가는 그 우스꽝스러움을 15개의 화면에 상세하고 정확히 묘사한다. 여성비평은 장 드 망을 생각케 하지만 그 이상으로 신랄하다.